# Loyset Compère
Loyset Compère (kolem 1450 Henegavsko – 16. srpna 1518 Saint-Quentin) byl franko-vlámský hudební skladatel.

## Život
Životopisných informací o Compèrovi se dochovalo jen málo. Narodil se v henegavském hrabství, jeho rodina podle údajů zaznamenaných v kronice Jeana Molineta pocházela ze Saint-Omeru. Vzdělání pravděpodobně získal v Saint-Quentinu, kde byl členem chlapeckého sboru. V letech 1474 až 1475 byl zpěvákem na dvoře vévody Galeazza Marie Sforzy v Miláně, kde byl v účetních knihách veden pod jménem Aluyseto. Další informace o něm pochází z roku 1486, kdy je zaznamenán jako zpěvák v kapele francouzského krále Karla VIII. Je známo, že panovníka doprovázel při invazi do Itálie v roce 1494. Ke konci života zastával církevní funkce. V letech 1498–1500 žil v Cambrai, od roku 1500 v Douai. Před smrtí zastával funkci kanovníka v kolegiátním kostele v Saint-Quentinu, kde je i pohřben.

## Dílo

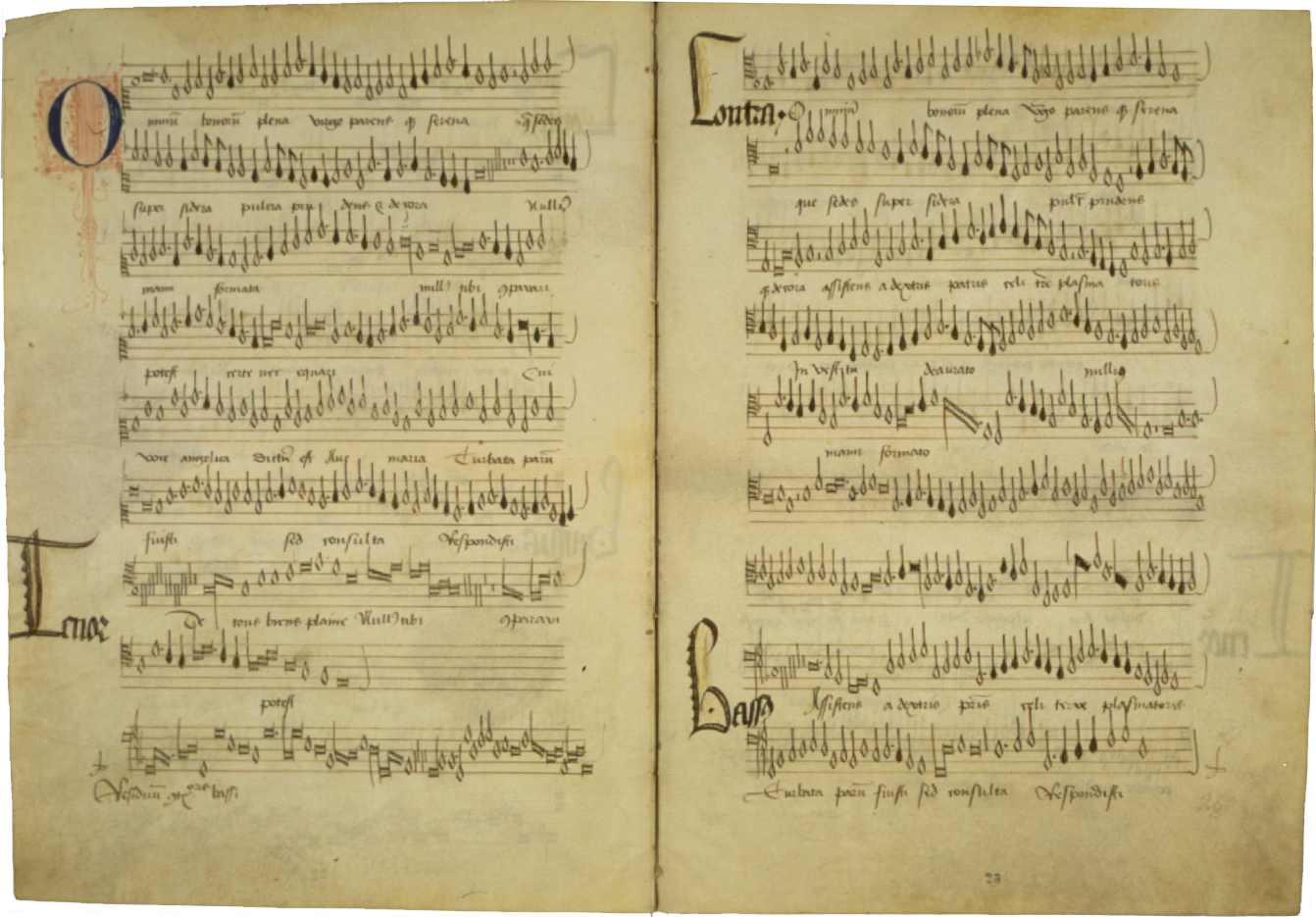
Rukopis motetu Omnium bonorum plena

Za svého života se Compère těšil velkému uznání, o čemž svědčí obsah epitafu na náhrobku a četné zmínky v dobových textech. Zmiňuje se o něm Franchinus Gaffurius v pojednání Practica musicae (1496), Guillaume Crétin v nářku nad Ockeghemovou smrtí, Eloy d'Amerval v Le livre de la deablerie (1508) stejně jako François Rabelais v prologu IV. dílu Gargantuy a Pantagruela. Compère se znal se slavnými básníky a spisovateli své doby včetně Jeana Molineta, Jeana Lemaire de Belges a vévody Jana II. Bourbonského, jejichž texty zhudebnil. Jeho díla byla velmi oblíbená a dochovala se v četných opisech a tiscích.
Compère napsal dvě čtyřhlasé mše (L'homme armé a Allez regretz), čtyřhlasé mešní části (Kyrie, Gloria, Credo, Credo "Mon père", Sanctus), tři cykly mešních motetů (Missa Ave Domine Jesu Christe pro 4 nebo 5 hlasů, Missa Hodie nobis de Virgine pro 4 hlasy a Missa Galeazesca pro 5 hlasů), 25 motetů pro 3-5 hlasů, 5 motetových šansonů pro 3 hlasy, 52 šansonů pro 3-4 hlasy, dvě frottoly pro 4 hlasy..
Nejvýznamnější částí Compèrovy tvorby jsou šansony, které byly ve své době velmi populární. Několik jich vydal v roce 1501 ve sbírce Harmonice Musices Odhecaton Ottaviano Petrucci. Na příkladu šansonů je vidět Compèrův postupný stylový vývoj. Starší tříhlasé chansony navazují na tradice burgundské školy a využívají techniku cantus firmus; v mladších čtyřhlasých skladbách je patrný silný vliv italské frottoly, vyznačující se jednoduchým textem a homofonním charakterem.